# Elezioni generali in Nigeria del 2015
Le elezioni generali in Nigeria del 2015 si tennero il 28 marzo per l'elezione del Presidente e dei membri del Parlamento.

## Risultati

### Elezioni presidenziali
| Muhammadu Buhari       | Congresso di Tutti i Progressisti           | 15 424 921 | 53,96 |  |  |  |  |  |
| Goodluck Jonathan      | Partito Democratico Popolare                | 12 853 162 | 44,96 |  |  |  |  |  |
| Adebayo Ayeni          | Alleanza dei Popoli Africani                | 53 537     | 0,19  |  |  |  |  |  |
| Ganiyu Galadima        | Partito del Congresso Alleato della Nigeria | 40 311     | 0,14  |  |  |  |  |  |
| Sam Eke                | Partito Popolare dei Cittadini              | 36 300     | 0,13  |  |  |  |  |  |
| Rufus Salau            | Alleanza per la Democrazia                  | 30 673     | 0,11  |  |  |  |  |  |
| Mani Ahmad             | Congresso Democratico Africano              | 29 666     | 0,10  |  |  |  |  |  |
| Allagoa Chinedu        | Partito dei Popoli della Nigeria            | 24 475     | 0,09  |  |  |  |  |  |
| Martin Onovo           | Partito della Coscienza Nazionale           | 24 455     | 0,09  |  |  |  |  |  |
| Tunde Anifowose-Kelani | Alleanza dell'Accordo                       | 22 125     | 0,08  |  |  |  |  |  |
| Chekwas Okorie         | Partito Progressista Unito                  | 18 220     | 0,06  |  |  |  |  |  |
| Comfort Sonaiya        | Partito KOWA                                | 13 076     | 0,05  |  |  |  |  |  |
| Godson Okoye           | Partito Democratico Unito                   | 9 208      | 0,03  |  |  |  |  |  |
| Ambrose Albert Owuru   | Partito della Speranza                      | 7 435      | 0,03  |  |  |  |  |  |
| Totale                 | Totale                                      | 28 587 564 | 100   |  |  |  |  |  |
|                        |                                             |            |       |  |  |  |  |  |
| Voti non validi        | Voti non validi                             | 844 519    | 2,87  |  |  |  |  |  |
| Votanti                | Votanti                                     | 29 432 083 | 43,65 |  |  |  |  |  |
| Elettori               | Elettori                                    | 67 422 005 |       |  |  |  |  |  |

### Elezioni parlamentari

#### Camera dei rappresentanti
| Liste                             | Seggi |
| --------------------------------- | ----- |
| Congresso di Tutti i Progressisti | 225   |
| Partito Democratico Popolare      | 125   |
| Altri                             | 10    |
| Totale                            | 360   |

#### Senato
| Liste                             | Seggi |
| --------------------------------- | ----- |
| Congresso di Tutti i Progressisti | 60    |
| Partito Democratico Popolare      | 49    |
| Totale                            | 109   |